# Mario Testino

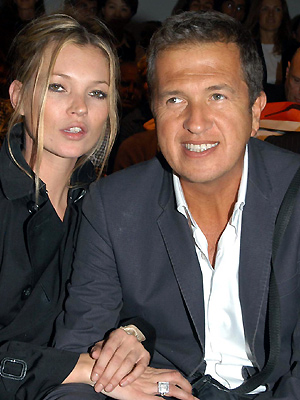
Mario Testino naast Kate Moss (2007)

Mario Testino (Lima, Peru, 1954) is een internationaal fotograaf, woonachtig in Londen. 

## Levensloop
Testino ging naar de "Colegio Santa Maria" school in Lima. Hij studeerde achtereenvolgens economie aan de Universidad del Pacifico, rechten aan de Pontificia Universidad Catolica del Peru en internationale betrekkingen aan de universiteit van San Diego in Californië (Verenigde Staten).
In 1976 verhuisde Testino naar Londen, Engeland, waar hij ging wonen in een voormalig ziekenhuis nabij Trafalgar Square en begon met een fotografiestudie. Zijn begin als fotograaf was bescheiden; hij maakte portfolio's voor beginnende modellen voor £25.00 inclusief kapsel en visage. Tegenwoordig is hij een veelgevraagde fotograaf binnen de modebranche en de beau monde. Hij was bijvoorbeeld de lievelingsfotograaf van prinses Diana en is nog steeds de hoffotograaf van Prins Charles.
Hij woont in Londen maar reist veel voor zijn werk. Hij werkte onder andere voor 
Vogue. Voor Versace maakte Testino een fotoserie met de popster Madonna. Zijn fotoserie van Prinses Diana uit 1997 verscheen eerst in Vanity Fair en werd later als boek gepubliceerd.
Tot de beroemdheden en topmodellen, die hij fotografeerde, behoren onder anderen:
- Gisele Bündchen
- Kim Basinger
- Naomi Campbell
- Diana Frances Spencer
- Cameron Diaz
- Elizabeth Hurley
- Janet Jackson
- Keira Knightley
- Lindsay Lohan
- Margaret Thatcher
- Madonna
- Kate Moss
- Gwyneth Paltrow
- Julia Roberts
- Meg Ryan
- Catherine Zeta-Jones
- Prins Harry
- Prins Charles
- Camilla Parker Bowles
- Doutzen Kroes
- Lady Gaga

Naast Testino als vooraanstaand Peruviaans fotograaf zijn ook de modefotografen Mariano Vivanco en Bell Soto afkomstig uit Peru. Testino maakte tentoonstellingen van zijn werk en er verschenen meerdere boeken met zijn foto's.

## Publicaties
- Mario Testino: Let me in, Taschen, 2007, ISBN 3822-8441-60
- Mario Testino: Visionaire No. 46: Uncensored, Visionaire Publishing, 2005, ISBN 1-888645-54-7
- Mario Testino: Kids, Scriptum Editions, 2003, ISBN 1-902686-34-9
- Mario Testino: Portraits, Bulfinch Press, 2002, ISBN 0-8212-2761-0
- Mario Testino: Alive (met Gwyneth Paltrow), Bulfinch Press, 2001, ISBN 0-8212-2736-X
- Mario Testino: Front Row Back Stage, Bulfinch Press, 1999, ISBN 0-8212-2632-0
- Mario Testino: Any Objections?, Phaidon Inc Ltd, 1998, ISBN 0-7148-3816-0